# Hamish Harding
Hamish Harding (* 24. Juni 1964; † 18. Juni 2023 im Nordatlantik) war ein in den Vereinigten Arabischen Emiraten ansässiger britischer Unternehmer und Pilot. Er war der Gründer der Action Group und Vorsitzender von Action Aviation, einem international tätigen Flugzeugvermittler mit Sitz in Dubai.

## Leben
Harding war Absolvent des Pembroke College der University of Cambridge.
2017 arbeitete Harding mit dem auf Expeditionen in die Antarktis spezialisierten Reiseveranstalter White Desert zusammen, um unter Einsatz einer Gulfstream G550 private Linienflüge zwischen Südamerika und Antarktika zu etablieren. Harding besuchte auch mehrmals den Südpol und begleitete unter anderem den Astronauten Buzz Aldrin, der 2016 mit 86 Jahren der älteste Mensch war, der jemals den Südpol erreichte. Vom 9. bis 11. Juni 2019 war Harding zusammen mit Terry Virts Missionsleiter und Pilot der rund 100 Teilnehmer umfassenden Flugmission One More Orbit, die in einer Gulfstream G650ER zum 50. Jahrestag der Mondlandung von Apollo 11 in 46 Stunden und 40 Minuten den Weltrekord für die schnellste Umrundung der Erde über beide Erdpole aufstellte.
Am 5. März 2021 tauchte Harding mit Victor Vescovo in einem Zweimann-U-Boot zum tiefsten Punkt des Marianengrabens, dem Challengertief, in einer Tiefe von 11.000 m (36.000 Fuß). Damit stellten beide den Weltrekord für die größte zurückgelegte Strecke und die längste in voller Meerestiefe verbrachte Zeit auf.
Im Rahmen des fünften Fluges der Rakete New Shepard des Raumfahrtunternehmens Blue Origin war Harding am 4. Juni 2022 als Weltraumtourist im All.
Am 17. September 2022 lieferte Hardings Unternehmen Action Aviation eine maßgeschneiderte Boeing 747-400 für den Transport von acht wilden Geparden von Namibia nach Indien, um das Projekt der indischen Regierung und des Cheetah Conservation Fund (CCF) in Namibia zur Wiederansiedlung von Geparden in Indien einzuleiten. Geparden waren in Indien seit der Unabhängigkeit 1947 ausgestorben. Dieses Schutzprojekt wurde vom Explorers Club als „Expedition mit Flagge“ bezeichnet; die Clubmitglieder Harding und Laurie Marker, Gründerin des CCF, trugen die Flagge auf dem Flug nach Indien.
Im Juni 2023 war Harding eine von fünf Personen an Bord des Tauchbootes Titan, das vom Reiseveranstalter OceanGate betrieben wurde und auf einer Expedition zum Wrack der Titanic unterwegs war. Der Kontakt zum Tauchboot riss während des Tauchgangs am 18. Juni 2023 nach einer Stunde und 45 Minuten ab. Wie am 22. Juni 2023 nach einer groß angelegten Suchaktion bekannt wurde, ist die Titan in einer Tiefe von ca. 3300 m implodiert, was allen fünf Insassen, darunter Harding, das Leben kostete.